# Biggles – Černá maska
Biggles – Černá maska (v originále: Biggles and the Black Mask) je dobrodružná kniha od autora W. E. Johnse z roku 1964. V Česku byla vydána nakladatelstvím Toužimský & Moravec v Praze v roce 1999.

## Děj
Když jednou Biggles pročítal ve své kanceláři u letecké policie Scotland Yardu noviny, dozvěděl se, že jistý muž jménem Canson obdržel licenci na provozování letecké dopravní firmy na soukromém letišti v Milhamu. Biggles Cansona znal, neboť s ním sloužil u letky Royal Air Force. Tenkrát Canson dostal za dobu své služby dvě podmínky, protože potají kradl pytle s uhlím a falšoval účty v důstojnické jídelně a tak Biggles začal tušit, že za tím bude něco nekalého. Vydal se proto společně se svým parťákem Bertiem do Milhamu na kontrolu, avšak nic nezákonného nenalezli. Dozvěděli se pouze, že Canson společně s dalšími piloty Rawlingsem a Tomlinem pracují jako piloti pro cestovní kancelář Sunnitours. Biggles proto požádal Gingera, aby si jako zákazník zaplatil výlet s touto kanceláří a v dané lokaci (jednalo s o město Nice) sledoval Cansona. Ginger ho sledoval až do oblasti zvané Staré Město, kde Canson vešel do obchodu v Rue Baldini, byl ale spatřen místní žebračkou, která obchod střežila, a záhy ho napadli dva muži. Gingerovi se ale podařilo uniknout a vrátil se zpět do hotelu, kde bydleli ostatní cestující. Hned druhý den měl být podle Bigglesova plánu „nečekaně“ povolán na cestu domů, avšak podezřívavý Canson si všiml na Gingerových šatech stopy po souboji a posléze Gingera unesl a uvěznil v jednom anglickém domě v panství Suffolk poblíž Milhamu. Zde se Gingerovi poprvé zjevil muž s černou maskou, jenž byl šéfem celého gangu a začal ho vyslýchat. Starostlivý Biggles se vydal s Bertiem Gingera hledat a v jeho pokoji našli jeho zašifrovaný vzkaz, ukazující na obchod v Rue Baldini, který Ginger napsal těsně před únosem. Požádal proto svého přítele a policejního důstojníka Marcela, aby dům hlídal a vrátil se s Bertiem zpět do Anglie. Zde ho v jeho kanceláři „poctil“ svou návštěvou Canson a začal Bigglese vydírat. Bertie poté na Bigglesův rozkaz začal tajně Cansona sledovat a dostal se až k onomu domu. Zde se poté v noci Bigglesovi společně s Bertiem, inspektorem Gaskinem a bývalým lupičem Badgerem podařilo Gingera osvobodit. Na Milhamském letišti poté tajně sledovali Cansonův odlet a rozhodli se ho sledovat. Biggles společně s Bertiem odletěli za ním, mezitím co Ginger informoval Marcela ve Francii a Gaskin byl pověřen, aby hlídal onen dům. Biggles už správně usoudil, že Canson se nejspíše věnuje pašování a v Nice se jim podařilo nachytat pilota Rawlingse, jak schovává falešně britské peníze do sedačky v letadle. Ze strachu z výše trestu Rawlings všechno řekl a ještě ten den byli všichni účastnící tohoto padělání zatčeni v obchodě v Rue Baldini. Biggles se vrátil zpět do Anglie, aby si prohlédl dům, ve kterém byl Ginger vězněn. K velkému překvapení úplně všech byl onen muž stále v domě a dokonce je i srdečně přivítal. Vyprávěl jim svůj příběh o tom, jak byl jako velice bohatý mladý muž raněn ve válce a ochrnul. K vůli nesnesitelné nudě si poté začal hrát na zločince, kde z ciziny pašoval různé zboží včetně falešných peněz, které ale nikdy do oběhu nepustil, o čemž poté všechny přesvědčil. Náhle Biggles místo vzteku cítil spíše obrovskou lítost k muži, který se jen snažil zoufale zahnat nudu. Starý muž jménem Cedric Adrian Fortescue, jenž všechny platil, posléze přede všemi spáchal sebevraždu. Cansonovi lidi dostali ve Francii vysoké tresty, kromě Tomlina, kterému se podařilo včas uniknout. Jeho úloha byla ale v tomto případu skoro bezvýznamná a tak po něm nebylo vyhlášeno pátrání.

## Hlavní postavy
- James „Biggles“ Bigglesworth
- Ginger Hebblethwaite

- Bertram „Bertie“ Lissie
- inspektor Gaskin
- Marcel Brissac
- Badger
- Roderick Canson
- doktor Cedric Adrian Fortescue – Černá maska
- Rawlings a Tomlin
- „černá čarodějnice“ – žebračka
- generál Raymond

## Letadla
- British Taylorcraft Auster
- DH.104 Dove